# Famille Hay des Nétumières
La famille de Hay est une famille noble originaire de Bretagne établie ensuite dans le comté de Laval. Elle serait issue des comtes de Carlisle, l'une des plus illustres familles d'Écosse. Le manoir de La Haie en Erbrée est le berceau de cette famille et ses membres étaient originellement seigneurs d'Erbrée.

## Historique
Un Guillaume Hay, chevalier, conseiller du duc de Bretagne Jean II, fut sénéchal de Nantes à la fin du treizième siècle. Un autre servit Charles V durant les guerres de Normandie en 1375.
La famille de Hay a joué un rôle important dans le comté de Laval ès 1398, Guillaume Hay tient les pieds de la commanderie du Breil-aux-Francs et Pierre est sénéchal de Thévalles en 1430.
La famille est alliée aux comtes de Laval et à leur service depuis le premier tiers du XVIe siècle. Paul Hay, en 1633, réunit la seigneurie de La Haie à celle des Nétumières et obtint l'érection de celle-ci en baronnie
Vers le commencement du XVIIe siècle, quatre membres de la famille Hay possédaient simultanément des sièges au parlement de Rennes,.
Plusieurs représentants de la famille sont maintenus dans leur noblesse le 12 novembre 1668 par la chambre de la Réformation de Bretagne, sur preuves remontant au début du XVe siècle.
Entre 1696 et 1738, quatre membres de la famille Hay produisirent des preuves de noblesse pour les Ecuries du Roi (quatre générations de noblesse).
La famille Hay des Nétumières a été reçue à l'Association d'Entraide de la Noblesse Française en 1934.

### Branches
Les Hay du Chastelet, ou Hay du Châtelet (en Balazé) sont une branche des Hay des Nétumières.
Jean Hay, sieur de la Haie en Erbrée, du Plessis (en Argentré-du-Plessis) et des Nétumières (en Erbrée), a eu comme descendants :
```
│
├──> Paul Hay, sieur des Nétumières
[
8
]

│    │
├   Jean Hay des Nétumières  (décédé en 1639)
[
9
]

│    │
│    └──>Paul Hay des Nétumières (1617-1647), conseiller au Parlement de Bretagne.
│    │  |
│       └──> Paul Hay des Nétumières, décédé en 1717, conseiller au Parlement de Bretagne.
│    │  |  |
│          └──> Jean-Paul Hay des Nétumières, né en 1668 à Rennes, décédé en 1726 au 
château des Rochers-Sévigné
 en 
Vitré
, marquis des Nétumières, seigneur des Rochers, conseiller au Parlement de Bretagne  en 1690.
│    │  |  |  |
│             └──> Charles-Paul Hay des Nétumières (1712-1762), marquis des Nétumières, seigneur des Rochers.
│    │  |  |  |  |
│                └──> Marie Paul Hay des Nétumières, né le 
30 janvier 1753
 au château des Rochers-Sévigné, décédé le 
21 décembre 1821
 à 
Rennes
, marquis des Nétumières, marquis du Chastelet (en 
Balazé
), vicomte du Besso, député en Cour par les 
États de Bretagne
 sous 
Louis XVI
, marié le 
27 avril 1779
 au château de Monbouan en 
Moulins
 avec Émilie Olympe Hay de Bonteville.
│
├──> Daniel Hay (1563-1626), sieur de la Motte
[
10
]

│    │
├    
Paul Hay du Chastelet
 (1592-1636), écrivain et magistrat français.
│    │
│    └──> 
Paul Hay du Chastelet
 (1620-1682), écrivain français.
│    │
├    
Daniel Hay du Chastelet
 (1596-1671), homme d'église et mathématicien français
│
├──> Simon Hay, sieur de la Bouexière, tige des 
Hay de Coeslan
[
11
]

│
```

- Jean-Marie-Anne-Hippolyte Haÿ de Bonteville, mort à Herbeys le 6 octobre 1788, est un prélat français évêque de Saint-Flour de 1776 à 1779, puis de Grenoble de 1779 à 1788.
- Auguste Hay de Bonteville, né le 9 décembre 1775 à Ernée et mort le 7 janvier 1846, est un chef chouan, actif pendant la Révolution française.

### Propriétés de famille
- Le château de Monbouan, à Moulins (Ille-et-Vilaine) ;
- Le château des Nétumières, à Erbrée (Ille-et-Vilaine)
- Le château des Rochers-Sévigné, à Vitré (Ille-et-Vilaine) ;
- Le château du Châtelet, en Balazé (Ille-et-Vilaine) ;
- ancien Hôtel des Nétumières, à Rennes, avenue Janvier.

## Pour approfondir